# 심민 (정치인)
심민(沈敏, 1947년 12월 24일 ~ )은 대한민국의 정치인이다. 제45~47대 전라북도 임실군수이다.

## 학력
- 임실초등학교 졸업
- 임실동중학교 졸업
- 전주농업고등학교 졸업
- 한국방송통신대학교 행정학과

## 경력
- 전라북도 산업정책과 과장
- 전라북도 경제행정과 과장
- 전라북도 체육청소년과 과장
- 전라북도 임실군 부군수
- 2014.07 ~ : 제45~47대 민선 6~8기 전라북도 임실군수(3선, 무소속)
- 2022.07 ~ 2024.06: 전라북도시장군수협의회 회장
- 2022.09 ~ 2024.06: 대한민국 시장·군수·구청장 협의회 공동 부회장
- 2024.07 ~ : 대한민국 시장·군수·구청장 협의회 군수대표

## 전과
- 공직선거법위반: 벌금 5,000,000원 - 2007년 1월 12일 선고[1]

## 역대 선거 결과
|  | 27.95% |

|  | 27.83% |

|  | 53.47% |

|  | 44.17% |